# 甲斐警察署
甲斐警察署 （かいけいさつしょ）は、山梨県警察が管轄する警察署の一つである。
管轄区域は国道20号や国道52号、中央自動車道が走る道路交通の要地であるため、交通取締りが重要な対象事案となっている。
管区機動隊が配備されている。

## 所在地
- 山梨県甲斐市志田670番地

## 管轄区域
- 韮崎市
- 甲斐市

甲斐市については、かつては旧双葉町域（韮崎市と同じ旧北巨摩郡）のみ管轄していたが（旧敷島町域は甲府警察署、旧竜王町域は南甲府警察署管轄）、2007年4月1日の管轄再編で全市が韮崎署管轄となった。
※かつては旧明野村と旧須玉町も管轄していたが、2007年（平成19年）4月1日の管轄再編により北杜警察署管轄となった。

## 沿革
- 1873年（明治6年）4月 - 開署。

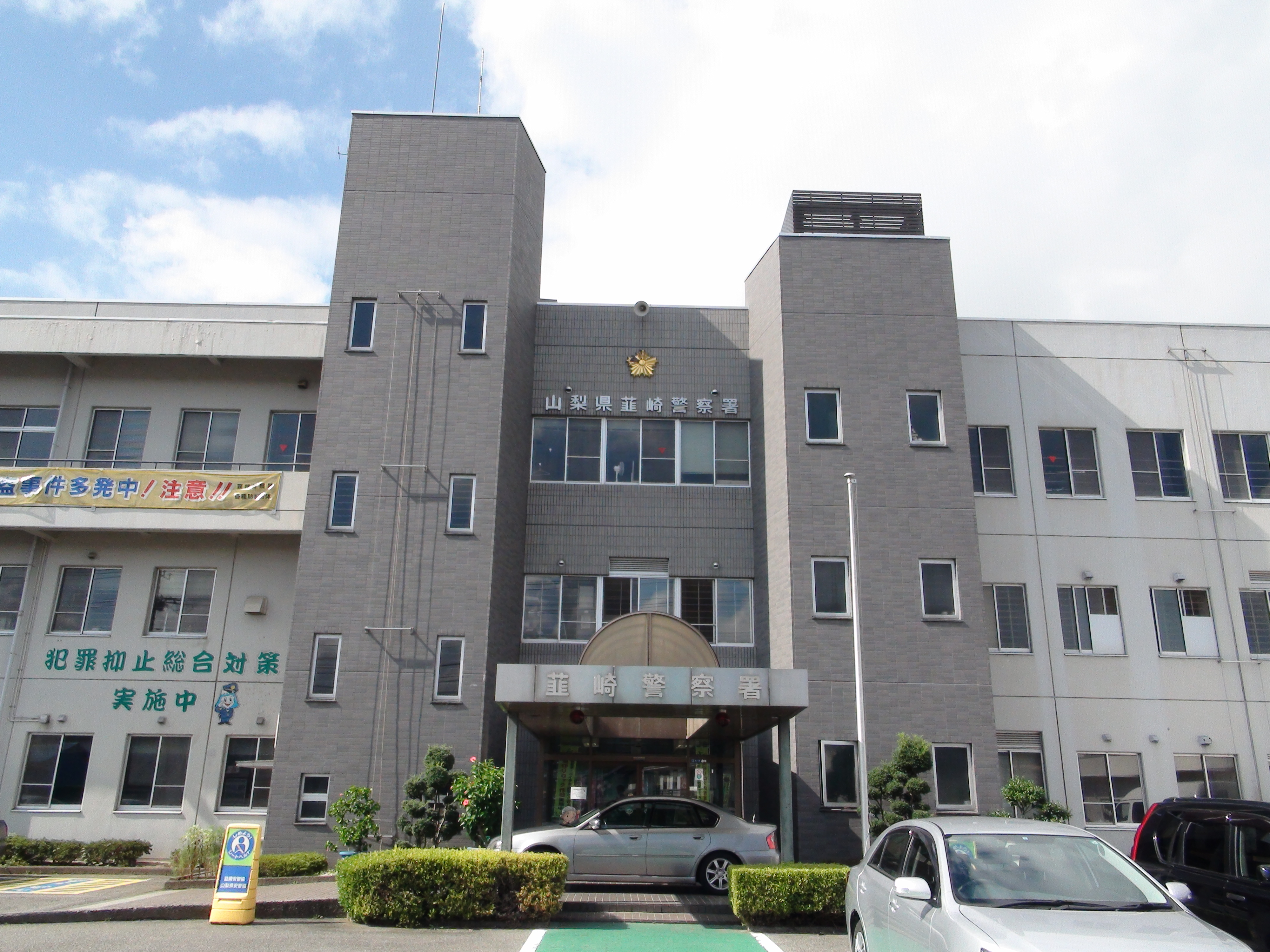
韮崎警察署時代の庁舎

- 1948年（昭和23年）3月7日 - 旧警察法の公布に伴い、自治体警察として韮崎市警察署に改称。
- 1954年（昭和29年）7月1日 - 警察法の改正に伴い、「山梨県韮崎警察署」と改称。
- 1980年（昭和55年）8月 - 韮崎市本町3丁目5番10号に新築。
- 2007年（平成19年）4月1日 - 甲斐分庁舎を山梨中央銀行双葉支店跡に設置。
- 2021年（令和3年）5月6日 - 甲斐市に移転し、「山梨県甲斐警察署」と改称[1]。甲斐分庁舎、塩崎駐在所を廃止[2]。

## 警部交番

### 韮崎市
- 韮崎交番（韮崎市若宮1丁目1-6）  - 旧韮崎駅前交番。韮崎駅前交番の建物の老朽化に加え、韮崎警察署が甲斐市に新築移転となることから、韮崎市の新たな治安拠点と位置づけ、各種事案への迅速な対応や、地域住民の利便性、また、住民の不安払拭を図るため、韮崎駅前交番から新たに韮崎交番と名称を変更し、韮崎駅前交番の北隣に移転・新築した。また県内初の「大規模交番」（警部交番）に移行され、警部を交番所長として配置。

## 交番

### 甲斐市
- 竜王交番（甲斐市篠原2323-1）
- 敷島交番（甲斐市島上条1771-2）

## 駐在所

### 韮崎市
- 竜岡駐在所（韮崎市龍岡町下條東割822-2）
- 旭駐在所（韮崎市旭町上條中割1053-4）
- 藤井駐在所（韮崎市藤井町北下条491-1）
- 穂坂駐在所（韮崎市穂坂町宮久保6111-1）
- 円野駐在所（韮崎市円野町下円井574）
- 穴山駐在所（韮崎市穴山町4316-2）

### 甲斐市
- 登美駐在所（甲斐市竜地6561-5）

## 過去に設置されていた庁舎・警察官駐在所

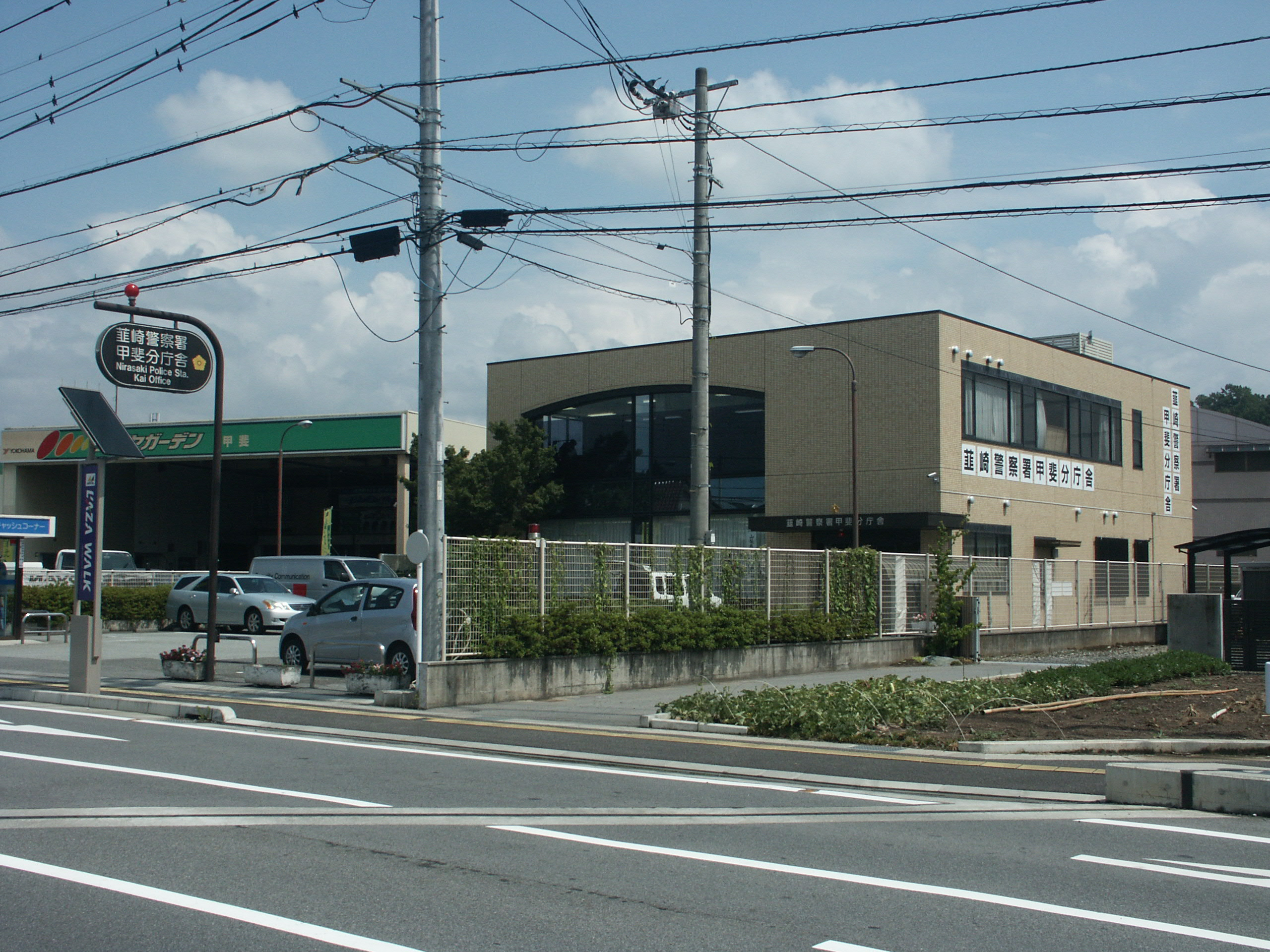
甲斐分庁舎

- 甲斐分庁舎（甲斐市下今井218-2）- 甲斐市から警察署の設置を要望されていたことから設置。銃火器や原付試験以外の全業務を扱っていた。2021年韮崎警察署が甲斐市内に移転し、甲斐警察署が開署したことに伴い廃止。
- 塩崎駐在所 - 2021年甲斐警察署が開署したことに伴い廃止。
- 敷島北駐在所（甲斐市島上条1771-2） - 2023年 敷島南駐在所と統合し敷島交番に
- 敷島南駐在所（甲斐市中下条1322-2） - 2023年 敷島北駐在所と統合し敷島交番に